# Allemagne au Concours Eurovision de la chanson 2007
L'Allemagne a participé au Concours Eurovision de la chanson 2007 à Helsinki en Finlande. C'est la 52e participation de l'Allemagne au Concours Eurovision de la chanson.
Le pays est représenté par Roger Cicero et la chanson Frauen regier’n die Welt, sélectionnés via une présélection interne organisée par les diffuseurs allemands ARD et NDR.

## Présélection
Les diffuseurs allemands ARD et NDR choisit l'artiste et la chanson pour représenter l'Allemagne au Concours Eurovision de la chanson 2007 au moyen d'une présélection interne nommé le Deutschen Vorentscheids 2007.
L'émission de la présélection interne, présentée par Thomas Hermanns, a eu lieu le 8 mars 2007 au Hamburger Schauspielhaus, à Hambourg en Allemagne.
Trois chansons ont participé à l'émission. La chanson se qualifiant pour l'Eurovision 2007 est choisie au moyen d'une appels téléphoniques du public.
| N° | Interprète         | Titre                    | Place |
| -- | ------------------ | ------------------------ | ----- |
| 1  | Heinz Rudolf Kunze | Die Welt Ist Pop         | 3e    |
| 2  | Monrose            | Even Heaven Cries        | 2e    |
| 3  | Roger Cicero       | Frauen regier’n die Welt | 1er   |

Le représentant de l'Allemagne au concours fut finalement le chanteur Roger Cicero.

## À l'Eurovision
En finale, il a été classé 19e avec 49 points.

## Carte postale
L'édition 2007, la carte postale étaient de courte vidéo, qui racontaient une histoire humoristique et mettaient en scène les contrastes de la vie quotidienne depuis une spa en Finlande.